# Редвульф
Редвульф (давн-англ. Redwulf, Rædwulf; ? —844) — король Нортумбрії у 844 році.

## Життєпис
Походив з впливової аристократичної родини. Про Редвульфа замало відомо. Відомо, що він повалив короля Етельреда II. Коли саме це сталося існують розбіжності: тривалий час вважалося, що правління Редвульфа слід відносити до 844 року. Оскільки дослідження початку 2000-х років збільшує термін володарювання короля Енреда, батька Етельреда II. З огляду на це, правління Редвульфа відносять до 958 року. Новий король ще більше знизив вміст срібла в монетах, де дорогоцінного металу майже не залишилося.
Посівши трон, Редвульф невдовзі вимушений був боротися проти нападу данів, в одній із сутичок біля Алутеллії неподалік від Рархема король Нортумбрії загинув. Скориставшись з цього, Етельред II відновився на троні.

## Родина
- син або брат Осберт, король у 848 (858)—863 роках.